# Otidea bufonia

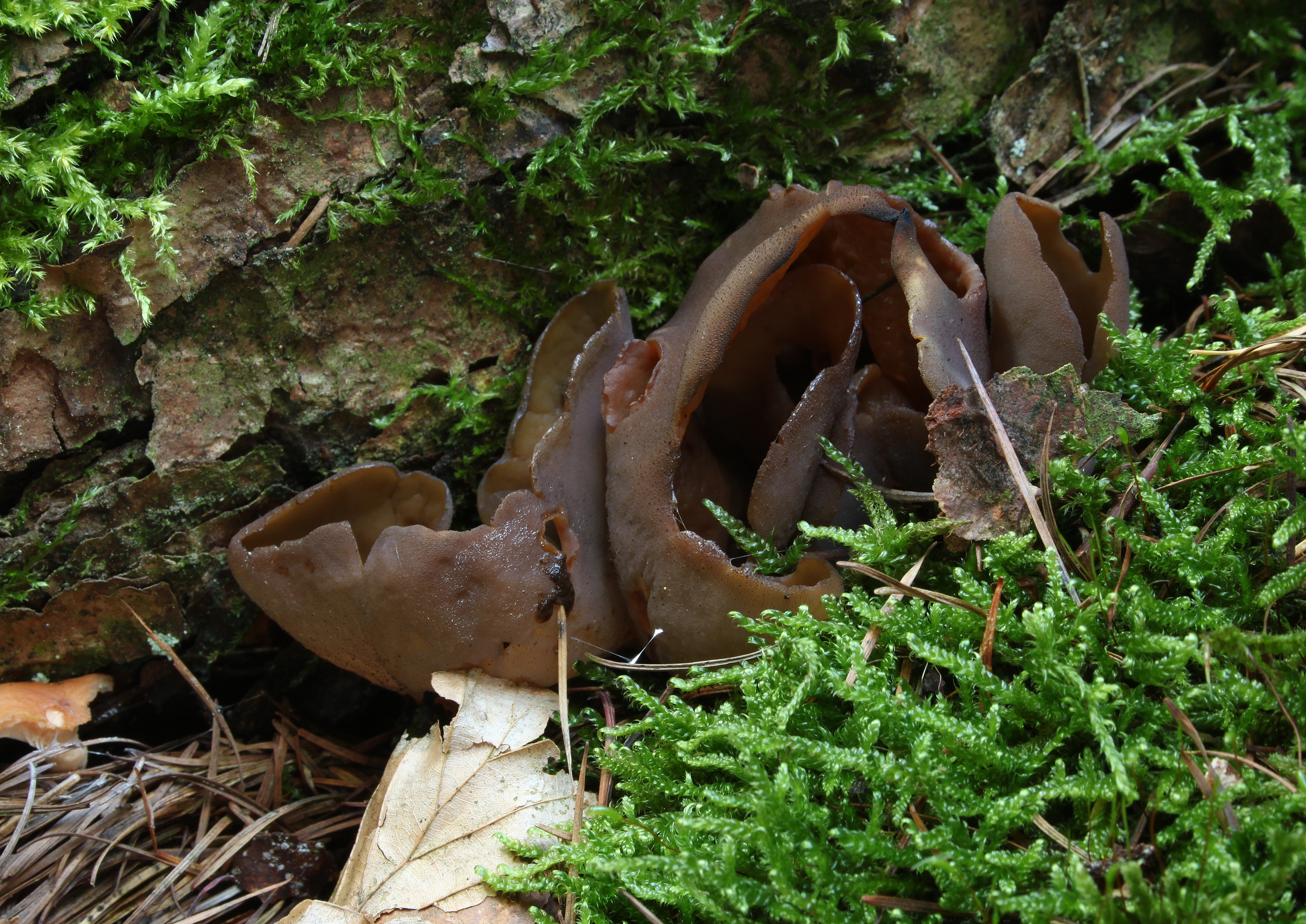

Otidea bufonia (Pers.) Boud. – gatunek grzybów należący do rodziny uchówkowatych (Otideaceae).

## Systematyka i nazewnictwo
Pozycja w klasyfikacji według Index Fungorum: Otidea, Otideaceae, Pezizales, Pezizomycetidae, Pezizomycetes, Pezizomycotina, Ascomycota, Fungi.
Po raz pierwszy opisał w 1822 r. Christiaan Hendrik Persoon, nadając mu nazwę Peziza bufonia. Obecną, uznaną przez Index Fungorum nazwę nadał mu w roku 1907 Jean Louis Émile Boudier.
Ma 8 synonimów. Niektóre z nich:
- Galactinia bufonia (Pers.) Bigeard & H. Guillemin 1913
- Geopyxis bufonia (Pers.) Sacc. 1889[2].

## Morfologia
Owocnik
Apotecja występują gromadnie, rzadko pojedynczo. Mają wysokość 15–45 mm, szerokość 32 mm, początkowo kształt ucha, później rozszerzają się i stają się głęboko miseczkowate, rozdwojone, na krótkim trzonie lub siedzące. Hymenium początkowo pomarańczowobrązowe, czasami oliwkowobrązowe, następnie ciemno pomarańczowobrązowe, w eksykatach szarawobrązowe, lekko fioletowe. Powierzchnia zewnętrzna ciemnobrązowa, czasami blado rdzawobrązowa, fioletowobrązowa lub z oliwkowymi tonami. Są nieco higrofaniczne, po wyschnięciu nieco jaśniejsze. Trzon 5–14 × 7–10 mm. U podstawy miseczka pokryta szeroko stożkowymi lub spłaszczonymi, ciemnobrązowymi brodawkami. Zapach słaby, smak łagodny. U podstawy trzonu gęsta, brązowo-biała lub jasnobrązowa grzybnia.
Cechy mikroskopowe
Zarodniki wąsko wrzecionowate, rzadko jajowate, nierównoboczne, z dwoma gutulami, bardzo rzadko z trzecią mała gutulą, gładkie, szkliste do blado żółtawych (12–)13–16,5(–18) × 6 –7,5(–8) µm. Parafizy haczykowate, kilka zakrzywionych, tej samej szerokości lub z nieznacznie powiększonymi wierzchołkami, 3,5–5 (–7) µm szerokości, bez nacięć lub rzadko z wycięciem na spodzie, refrakcyjne, jasno brązowawo żółte. Worki 143–172 × 10–12 µm. Ściana apotecjum o grubości 1–1,3 mm. Subhymenium o grubości 70–100 µm, widoczne jako ciemniejsza strefa, złożona z cylindrycznych lub nabrzmiałych komórek, gęsto ułożonych. Rdzeń o teksturze intricata, grubości 0,5–0,7 mm, zbudowany z grubościennych strzępek o średnicy 3,5–9 µm, szklistych do jasnobrązowych, niektóre pokryte uderzająco ciemnymi, brązowymi plamami. Zewnętrzna warstwa apotecjum o teksturze angularis, grubości 80 –100 µm, zbudowana z cienkościennych, brązowawych komórek o wymiarach 16– 31 × 11–25(–30) µm. Powierzchnia z szeroko stożkowymi brodawkami o wysokości 40–80 µm, uformowana przez obfite, krótkie włosy zawierające od 3–4 prawie kulistych lub wydłużonych komórek, zwężonych w przegrodach, o szerokości 6–11 µm, czasami z galaretowatą otoczką. Wysięki żywiczne obfite, ciemno brązowe, częściowo rozpuszczające się w KOH. Grzybnia podstawy zbudowana ze strzępek o średnicy 3,5–4,5 µm, szklistych do brązowych, z tłustymi, jasnobrązowymi kroplami na powierzchni, czasami krystaliczna i w kształcie pręcika.
Gatunki podobne
Otidea bufonia makroskopowo charakteryzuje się miseczkowatymi apotecjami, z ciemnobrązową powierzchnią zewnętrzną i brązową, omszoną podstawą, szczególnie w suszonych okazach. Mikroskopowo ma wąsko wrzecionowate zarodniki i strzępki z prążkowanymi wysiękami żywicznymi w warstwie środkowej. Bardzo podobna jest Otidea mirabilis. Barwa apotecjum u O. bufonia wykazuje dużą zmienność, jeśli występują fioletowe odcienie można pomylić z O. mirabilis.

## Występowanie i siedlisko
Najwięcej stanowisk Otidea bufonia podano w Europie. Poza nią występuje jeszcze w Ameryce Północnej, Środkowej i w Azji. W Polsce M.A. Chmiel w 2006 r. przytoczyła 4 stanowiska, w późniejszych latach podano wiele nowych.
Grzyb naziemny.